# Sead Šehović
Sead Šehović (em sérvio:  Сеад Шеховић) (Bijelo Polje, 22 de agosto de 1989) é um basquetebolista profissional montenegrino que atualmente joga pelo Budućnost VOLI Podgorica pela Erste Liga, EuroCopa e ABA Liga. O atleta possui 1,96m de estatura atuando na posição ala-armador.
Suad é irmão de Suad Šehović, seu companheiro de clube.

## Estatísticas

### EuroCopa
| Ano      | Equipe    | PJ | PT  | AP  | 3P   | LL   | RT | AS | BR | TO |
| -------- | --------- | -- | --- | --- | ---- | ---- | -- | -- | -- | -- |
| 2007-08  | Budućnost | 4  | 4   | 100 | 0    | 0    | 0  | 3  | 0  | 0  |
| 2008-09  | Budućnost | 1  | 9   | 100 | 33.3 | 100  | 2  | 0  | 1  | 1  |
| 2010-11  | Budućnost | 6  | 15  | 40  | 15.4 | 71.4 | 12 | 3  | 6  | 1  |
| 2015-16  | Budućnost | 10 | 80  | 40  | 17.4 | 81.8 | 38 | 22 | 6  | 0  |
| 2016-17  | Budućnost | 5  | 21  | 50  | 0    | 68.8 | 11 | 5  | 0  | 0  |
| 2017-18  | Budućnost |    |     |     |      |      |    |    |    |    |
| Carreira | totais    | 26 | 129 | 53  | 16.3 | 77.6 | 63 | 33 | 13 | 2  |